# HeartCatch Precure!
Heartcatch PreCure! (яп. ハートキャッチプリキュア! Ха:токятти Пурикюа), или Heart Catch Pretty Cure — аниме из серии Pretty Cure, созданного Тодо Идзуми. Данный сезон состоит из мотивов, посвященных моде (главная героиня вступает в Клуб моды) и цветам (имена персонажей и многочисленные предметы называются именами цветов или растений). Шёл с февраля 2010 по январь 2011 года. 6 февраля 2011 года его сменил Suite PreCure!

## Сюжет
В каждом человеке живёт цветок сердца, который связан с Деревом Сердец. Защищают это дерево от Пустынных Апостолов, планирующих превратить мир в пустыню, легендарные воительницы Pretty Сure. Однако одна из защитниц, Кюа Мунлайт, терпит поражение в бою, и дерево теряет свои цветы. Две феи Шиппуре и Коффуре отправляются на Землю, чтобы найти других легендарных воительниц. Там они встречают Цубоми Ханасаки, застенчивую девушку, любящую цветы, которая только переехала в новый город со своей семьёй. Вместе со своей новой подругой, Эрикой Куруми, они становятся Pretty Cure и сражаются с Пустынными Апостолами, которые преобразуют увядшие сердца людей в монстров Дезатории. После победы над каждым монстром воительницы получают Семена Сердец, которые должны помочь восстановиться Дереву Сердец.

## Персонажи
Цубоми Ханасаки (яп. 花咲 つぼみ Ханасаки Цубоми) / Кюа Блоссом (яп. キュアブロッサム Кюа Буроссаму)
Сэйю: Нана Мидзуки
Цубоми — 14-летняя девочка, которая любит растения и хотела бы в новой школе войти в Клуб Садоводства, но позже, по требованию Эрики, вступает в Клуб Моды. Она порядочный человек, но застенчива и закомплексована. Устроившись в новую школу, она решает, что настал шанс измениться. И после встречи с Эрикой она начинает постепенно меняться. Цубоми превращается в Кюа Блоссом с ярко-розовыми волосами, убранными в высокий хвост.
Эрика Куруми (яп. 来海 えりか Куруми Эрика) / Кюа Марин (яп. キュアマリン Kюа Марин)
Сэйю: Фумиэ Мидзусава
13 лет. Одноклассница и соседка Цубоми, дочь владельцев магазина модной одежды. Любит моду и сама разрабатывает модели одежды. Ревнует старшую сестру-модель к её популярности. Эрика энергичная девушка и прямо говорит, что она думает, даже если другим это не нравится. Создаёт Клуб Моды, в который записывает Цубоми, после того, как все остальные одноклассницы отказались вступать в него. Превращается в Кюа Марин. Её тема — синий цвет и цветок ромашки.
Юри Цукикаге (яп. 月影 ゆり Цукикагэ Юри) / Кюа Мунлайт (яп. キュアムーンライト Кюа Му:нрайто)
Сэйю: Ая Хисакава
17 лет. Подруга Момоко, старшей сестры Эрики. Помогает ей в школе, когда та не успевает из-за своей работы. Отец Юри давным-давно пропал без вести в результате расследования во Франции. В начале истории была побеждена Дарк ПуриКюа, но благодаря своей фее смогла выжить. Благодаря собранным семенам сердец снова обретает способность превращаться. Её тема — серебряный цвет и цветок розы.
Ицуки Mёдоин (яп. 明堂院 いつき Мё:до:ин Ицуки) / Кюа Саншайн (яп. キュアサンシャイン Кюа Сансяйн)
Сэйю: Хоко Кувасима
14 лет. Президент студенческого совета Средней школы Мёдоин и внучка директора школы. С нежной и красивой внешностью она везде находит поклонников, хотя часто ведëт себя как мальчик по семейным обстоятельствам. Желая спасти старшего брата от Пустынных Апостолов, становится Кюа Саншайн. Её тема — золотой цвет и цветок подсолнуха.
Каоруко Ханасаки (яп. 花咲 薫子 Ханасаки Каоруко) Кюа Флауер (яп. キュアフラワー Кюа Фурава:)
Сэйю: Тика Сакамото
Бабушка Ханасаки Цубоми, ранее сражающаяся как пурикюа. Каоруко мудрая и опытная женщина, которая заботится о своей внучке и беспокоится за неё. На момент основных действий она известный ботаник и владелец оранжереи. В 44 серии один раз снова превращалась в Кюа Флауер. Её тема — бледно-розовый цвет и цветок лотоса.
Шипурё и Кофурё - феи Цубоми и Эрики соответственно. Одни из самых младших фей в сериале (младше их только Поппури). создают семена, с помощью которых Цубоми и Эрика превращаются в ПриКюа.
Поппури - самая маленькая фея. Родилась в 21-й серии. Является феей Ицуки. С помощью неё, Ицуки превращается в Кюа Саншайн.
Коппе - фея Каоруко. Большое зелёное существо, проживающее в оранжерее Каоруко и изображающее там статую. Самая старшая из фей.
Колон - фея Юри. Погибает до начала основных событий во время битвы Кюа Мунлайт с Тёмной Кюа. До восстановления своих сил, Юри могла превращаться в ПриКюа только с её помощью.

### Список серий
1. Я изменюсь! Вот увидите!!!
2. Я самая слабая ПриКюа в истории?
3. Вторая ПриКюа полна энергии!
4. Неужели дуэт ПриКюа уже распадается?
5. Отвергнутый рамэн. Восстановить семейные узы!
6. В объективе! Личности ПриКюа раскрыты?
7. Замечательный президент студсовета! Сердце девичье не спрятать!
8. Фотомодель грустит! Но почему?
9. Папе предложили работу! Он не будет флористом?!
10. Серьёзная проблема! Появление Тёмной Кюа
11. Кииииия! Учимся кунг-фу!
12. Сердце стучит! Важное предложение!
13. Настоящее лицо Кюа Мунлайт!
14. День матери в слезах! Защитим улыбки семьи!